# Bjärktjärnen (Norsjö socken, Västerbotten)
Bjärktjärnen är en sjö i Norsjö kommun i Västerbotten och ingår i Skellefteälvens huvudavrinningsområde.